# Francesco Franchi
Francesco Franchi (22 marzo 1982) è un giornalista e grafico italiano, caporedattore del quotidiano la Repubblica dal 2016.

## Biografia

### Formazione
Laureato in Disegno industriale nel 2007 presso la Facoltà di Architettura del Politecnico di Milano con una tesi sul newspaper design ha mosso i primi passi nel mondo della grafica all'interno dello studio milanese Leftoft, dove ha iniziato a lavorare nel 2002 in contemporanea agli studi universitari.

### Esordi giornalistici
Nel 2008 partecipa alla nascita del magazine IL, mensile del Sole 24 ORE sviluppando il progetto grafico della rivista e assumendo la qualifica di art director. Dopo 8 anni lascia la redazione del Sole 24 ORE. Il meglio del suo lavoro di quegli anni è raccolto nel libro The Intelligent Lifestyle Magazine: una monografia dedicata alla rivista IL.
Nel 2013 pubblica il libro Designing News in cui sottolinea l’evoluzione del ruolo del graphic designer, che dovrebbe avere un peso maggiore nelle redazioni dei giornali così da realizzare un progetto editoriale riuscito, dove forma e contenuto si integrino e completino.
Da settembre 2016 è caporedattore di Repubblica e, sotto la direzione di Mario Calabresi, contribuisce a rinnovare la grafica del quotidiano e dei suoi supplementi settimanali. Il 27 novembre 2016 vede la luce il suo primo progetto per Repubblica, si tratta del nuovo inserto culturale domenicale Robinson. Il primo numero del redesign di Repubblica, invece, firmato insieme all'art director Angelo Rinaldi esce nelle edicole il 22 novembre 2017. Il loro progetto grafico, riconosciuto e premiato nel 2018 a livello internazionale, si fonda su un nuovo carattere tipografico in stile bodoniano, al quale viene dato il nome Eugenio, come tributo a Eugenio Scalfari, fondatore di Repubblica.
Dopo l'insediamento a Repubblica del nuovo direttore Carlo Verdelli, licenziato dopo un anno, Franchi e Rinaldi rimettono mano al progetto voluto da Mario Calabresi, modificando giorno dopo giorno l’impostazione grafica, a cominciare dalla prima pagina e dalla titolazione. Il 14 maggio 2019 esce nelle edicole una Repubblica nuovamente riprogettata, oltre che nella veste grafica, nell’impaginazione e nei contenuti.
Nell'agosto 2020 viene anche nominato direttore creativo del magazine D - la Repubblica delle donne e dei suoi spin-off, D Lui e D Casa. Il suo progetto di redesign del settimanale, presentato nel maggio 2021 in occasione dei 25 anni del magazine, viene premiato l'anno successivo a New York alla 57a SPD World's Best Creative Competition come miglior progetto di redesign.
A gennaio 2025 viene invitato da Bjarke Ingels, Guest Editor della rivista Domus, a realizzare il nuovo progetto grafico del magazine, che disegna ispirandosi alla Domus degli anni a cavallo fra i Sessanta e i Settanta.
Alla vigilia dei 50 anni di Repubblica Francesco Franchi e Angelo Rinaldi, art director del quotidiano, pensano a un nuovo progetto grafico per la testata questa volta diretta da Mario Orfeo. Il 5 marzo 2025 debutta in edicola una nuova Repubblica. La nuova grafica nasce dall’esigenza di riallineare i tanti esperimenti fatti fino ad allora nelle pagine, riaggiornando un canone che è stato replicato e rinnovato più volte nei decenni di Repubblica. Il disegno complessivo del giornale diventa una componente della sua identità generale. «Perché la grafica è la veste del giornale, la sua cornice che raccoglie i contenuti, e li rende coerenti nella loro mutevolezza, figlia della realtà in continuo movimento» scrive il direttore Orfeo nel suo editoriale «Non è dunque un fattore esclusivamente estetico, ma un elemento fondamentale del giornale, del suo modo di esprimersi e di mostrarsi al lettore, in uno scambio continuo di segni di riconoscimento. [...] Si cercano nuove forme di espressione grafica, diversi equilibri tra gli spazi, disegni che sappiano interpretare l’urto della modernità. A conferma che la grafica è sostanza, non apparenza. E i giornali cambiano per la buona ragione che fanno parte della vita di un Paese, non della sua rappresentazione».

## Mostre
Nel 2013 realizza un'opera per il V&A Museum di Londra in occasione della mostra Sky Arts Ignition: Memory Palace
Nel 2016 sette suoi lavori entrano a far parte della collezione del Cooper Hewitt Smithsonian Design Museum di New York

## Premi e riconoscimenti
Nel 2011 riceve una menzione d'onore al XXII Premio Compasso d’Oro ADI per il progetto della rivista IL
Nel 2013 il magazine Rivista Studio lo annovera tra i 30 talenti italiani under-35
Nel 2016 riceve una seconda menzione d'onore al XXIV Premio Compasso d’Oro ADI per il libro Designing News
Nel 2017 gli viene assegnata a Londra la matita gialla del D&AD Award, considerata uno dei più importanti riconoscimenti internazionali nel campo della grafica, per il progetto del nuovo inserto culturale Robinson
Nel 2017 a Milano riceve il Premio Subito – Nuovo Giornalismo assegnato da una giuria presieduta da Gianni Riotta per l'innovazione nella grafica di Robinson e Super 8, i due inserti di Repubblica.
Nel 2018 a Londra gli viene nuovamente assegnata la matita gialla del D&AD Award per il progetto di restyling di Repubblica
Dal 2019 è membro dell'Alliance Graphique Internationale (AGI) l'associazione élitaria internazionale che riunisce i migliori grafici, designer e illustratori mondiali

## Pubblicazioni
- Francesco Franchi, Designing News: Changing the World of Editorial Design and Information Graphics, Berlino, Gestalten, 2013, ISBN 978-3-89955-468-7.
- Francesco Franchi, The Intelligent Lifestyle Magazine: Smart Editorial Design, Ideas and Journalism, Berlino, Gestalten, 2016, ISBN 978-3-89955-631-5.